# Federació d'Escoltisme i Guiatge de les Illes Balears
La Federació d'Escoltisme i Guiatge de les Illes Balears és una federació que agrupa les dues principals associacions escoltes de les Illes Balears: Moviment Escolta i Guiatge de Mallorca i Escoltes de Menorca, ambdues pertanyents al Moviment Scout Catòlic. Es creà a finals de febrer de 2004 amb l'objectiu d'estrènyer els lligams entre ambdues entitats, treballar en comú i representar amb una sola veu les dues associacions a les assemblees del MSC.